# Chloropoea albolineata
Chloropoea albolineata är en fjärilsart som beskrevs av Richelmann 1913. Chloropoea albolineata ingår i släktet Chloropoea och familjen praktfjärilar. Inga underarter finns listade i Catalogue of Life.